# ساموئل فایندلی کلارک
ساموئل فایندلی کلارک (انگلیسی: Samuel Findlay Clark؛ 1909 – ۱۹۹۸ (۸۸−۸۹ سال)) فرد نظامی اهل کانادا بود. وی همچنین برندهٔ جوایزی همچون نشان امپراتوری بریتانیا شده‌است.